# Ike Clarke
Isaac „Ike“ Clarke (* 9. Januar 1915 in Tipton; † 2. April 2002 in Canterbury) war ein englischer Fußballspieler und -trainer. Als etatmäßiger Mittelstürmer gewann er mit dem FC Portsmouth in den Jahren 1949 und 1950 zwei englische Meisterschaften in Serie.

## Karriere

### West Bromwich Albion (1937–1947)
Clarke wurde kurz nach Jahresbeginn 1915 in den englischen West Midlands geboren und spielte zunächst für die Coseley Juniors (wo ihm einmal zwölf Tore in einem Spiel gelangen) und  Toll End Wesley in einer regionalen Amateurliga in Wolverhampton. Im Januar 1937 unterzeichnete er schließlich beim Erstligisten West Bromwich Albion zunächst auf Amateurbasis und im April seinen ersten Profivertrag. Nach seinem Debüt gegen Charlton Athletic musste er zwar in seiner ersten vollständigen Saison 1937/38 den Abstieg in die zweite Liga hinnehmen, galt aber als hoffnungsvoller Mittelstürmer in den späten 1930er-Jahren. Obwohl er insgesamt zehn Jahre bei „WBA“ verblieb, lag seine Laufbahn für die meiste Zeit aufgrund des Zweiten Weltkriegs und der daraus resultierenden langjährigen Unterbrechung des offiziellen Ligaspielbetriebs „auf Eis“. Trösten konnte er sich durch Erfolge in sogenannten „Wartime Games“ und er schoss zwischen 1939 und 1946 in 96 Partien 55 Tore. Dazu gewann er 1944 den regionalen Midland War Cup.
Gut ein Jahr nach Wiederaufnahme des offiziellen Spielbetriebs zog Clarke im November 1947 weiter zum FC Portsmouth, wobei er im Alter von bereits 32 Jahren damit in die höchste englische Spielklasse zurückkehrte. Insgesamt hatte Clarke vergleichsweise wenige 108 offizielle Ligapartien für „WBA“ absolviert und 39 Tore geschossen. Mit ausschlaggebend für die Transferbereitschaft war auch die Tatsache gewesen, dass mit dem jüngeren Davy Walsh bereits ein anderer Mittelstürmer gefunden worden war.

### FC Portsmouth (1947–1953)
Der Transfer wurde in Portsmouth nicht mit großen Erwartungen verbunden und angesichts der Ablösesumme von 7.000 Pfund für einen alternden Zweitligaspieler mit Skepsis begleitet. Clarke entwickelte sich jedoch unter dem neuen Trainer Bob Jackson, der kurz zuvor seinen Vorgänger Jack Tinn beerbt hatte, schnell zu einem Publikumsliebling, weil er nicht nur als brachialer Mittelstürmer klassischer Prägung auftrat, sondern sich auch spielintelligent und technisch versiert zeigte. Wenngleich er bei einem Debüt gegen Aston Villa mit 2:4 unterlag, schoss er bereits nach sechs Minuten das erste Tor und insgesamt gelangen ihm in der Saison 1947/48 sechs Treffer in 19 Pflichtspielen. Zu Beginn der anschließenden Spielzeit 1948/49, die dem FC Portsmouth die erste englische Meisterschaft einbrachte, war Clarke zunächst krankheitsbedingt außen vor. Nach weiteren Spielen, in denen sich „Pompey“ in eine immer besser Form steigerte, sorgte der Ausfall von Duggie Reid im November 1948 fürs Clarkes Rückkehr ins Team. Von diesem Zeitpunkt an waren es vermehrt seine Treffer, die die wichtigen Punkte im Meisterschaftsrennen zu sichern halfen. Die Entscheidung fiel letztlich am 23. April 1949 auswärts gegen die Bolton Wanderers. Hier schoss Clarke in der 25. Minute das Tor zum 2:0, das Bolton nur noch zum 2:1 verkürzen konnte. Zum Ende der Spielzeit hatte er 18 Pflichtspieltreffer erzielt (davon 14 in der Liga). Zur Titelverteidigung steuerte Clarke mit 37 Ligaeinsätzen und 17 Toren noch mehr bei und er war damit bester Torjäger des FC Portsmouth. Dazu bereitete er eine Reihe von Torgelegenheiten seiner Teamkameraden ein, indem er als Zielspieler den Ball abschirmte und anschließend für seine Sturmkollegen ablegte.
Auch in den folgenden Jahren blieb er sporadisch Teil des Teams, bevor er 1953 im Alter von 38 Jahren den Verein nach insgesamt 129 Pflichtspielen und 58 Toren verließ. Der neue Trainer Eddie Lever hatte ihm vor seinem Abschied eine Position in Portsmouths Trainerstab angeboten, aber Clarke nahm im Mai 1953 letztlich ein Angebot als Cheftrainer von Yeovil Town in der Southern League an.

### Trainertätigkeiten (1953–1973)
Als Spielertrainer führte Clarke Yeovil Town zum dritten Abschlusstabellenplatz in seiner ersten Saison 1953/54. Im Jahr darauf gewann er mit seinen Mannen das Double aus Meistertitel und Ligapokal in der Southern League, zum Erfolg steuerte er selbst 20 Tore in 48 Spielen bei. Daneben gewann er mit dem Team auch vier Mal in Folge den Somerset Professional Cup. Trotz dieser Erfolge dauerte seine Amtszeit in Yeovil nur vier Jahre an und zum Ende der Saison 1956/57 wurde er seiner Traineraufgaben enthoben. Aktiv hatte er an insgesamt 103 Pflichtspielen mitgewirkt und dabei 47 Tore erzielt. Anschließend zog es Clarke in die Grafschaft Kent. Dort trainierte er weiter den FC Sittingbourne und später Canterbury City sowie Ashford Town, bevor er sich in Herne Bay zur Ruhe setzte. Bis zu seinem Tod im April 2002 lebte er weiter in seiner Wahlheimat. 2015 nahm ihn der FC Portsmouth in seine klubinterne Hall of Fame auf.

## Titel/Auszeichnungen
- Englischer Fußballmeister (2): 1949, 1950
- Charity Shield (1): 1949 (geteilt)